# Dark Magus
| 전문가 평가                   | 전문가 평가 |
| 평가 점수                     | 평가 점수   |
| 출처                          | 점수        |
| ----------------------------- | ----------- |
| AllMusic                      | [ 1 ]       |
| Christgau's Consumer Guide    | A           |
| Down Beat                     | [ 3 ]       |
| Encyclopedia of Popular Music | [ 4 ]       |
| Entertainment Weekly          | A           |
| Los Angeles Times             | [ 6 ]       |
| MusicHound Jazz               | 3.5/5       |
| The Penguin Guide to Jazz     | [ 8 ]       |
| Pitchfork                     | 9.5/10      |
| The Rolling Stone Album Guide | [ 10 ]      |

《Dark Magus》는 미국의 재즈 트럼펫 연주자이자 작곡가, 밴드 리더인 마일스 데이비스의 라이브 더블 음반이다. 1974년 3월 30일, 뉴욕 카네기 홀에서 녹음되었다. 콘서트 당시 데이비스의 그룹에는 베이시스트 마이클 헨더슨, 드러머 알 포스터, 퍼커셔니스트 제임스 음툼, 색소폰 연주자 데이브 리브먼, 기타리스트 피트 코시와 레지 루카스가 있었다. 그는 또한 색소폰 연주자 아자르 로렌스와 기타리스트 도미니크 가우몬트를 오디션하기 위해 이 쇼를 사용했다. 《Dark Magus》는 테오 마세로가 프로듀싱했고 1부터 4까지 스와힐리어의 제목이 포함된 4개의 2부 녹음을 선보였다.
《Dark Magus》는 데이비스가 1975년 은퇴한 후에 발매되었는데, 그의 레이블 컬럼비아 레코드는 라이브 음악과 스튜디오 아웃테이크의 일련의 음반을 발매했다. 미국에서 《Agharta》 (1975년) 라이브 음반을 발매한 후 컬럼비아는 CBS 소니를 통해 일본에서 《Pangaea》 (1976년)와 《Dark Magus》 (1977년) 라이브 음반만 발매했다. 이 음반사의 A&R 임원인 노사키 타츠는 조로아스터교의 마구스를 언급한 음반의 제목을 제안했다.
1970년대 데이비스의 다른 음반들과 함께 《Dark Magus》는 동시대 비평가들에게 양면적으로 받아들여졌지만, 1970년대 후반의 노이즈 록 활동과 1980년대의 실험적 펑크 아티스트들에게 영감을 주었다. 이 음반은 1997년 7월 소니 레코드와 레거시 레코딩스에 의해 재발매될 때까지 미국에서 발매되지 않았다. 회고적인 리뷰에서 비평가들은 재즈 록의 미학과 그룹 멤버들의 공연을 칭찬했고, 일부는 특정 부분이 정글 음악을 예고한다고 믿었다.

## 배경

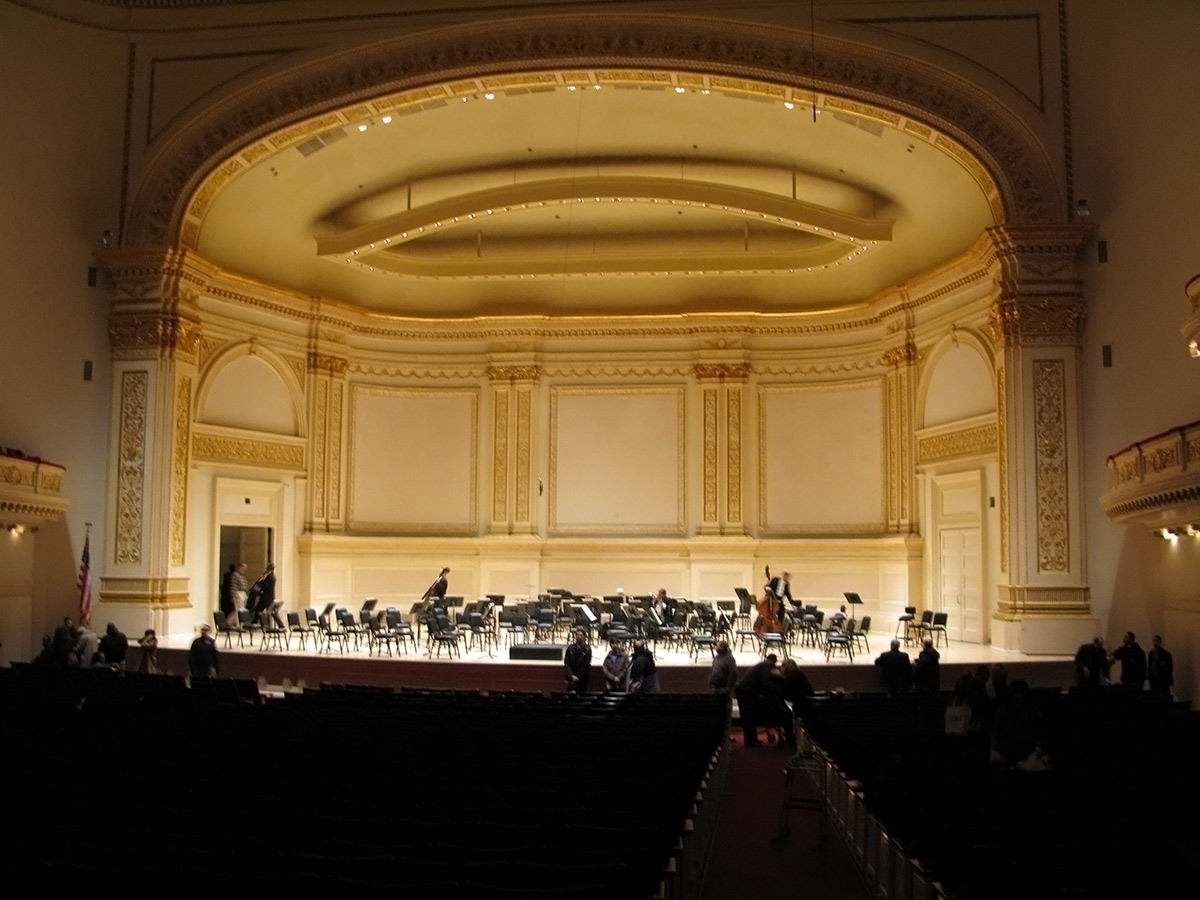
카네기 홀의 메인 홀 무대

데이비스는 1974년 카네기 홀에서 연주해 달라는 요청을 받았을 때 47세였고, 이후 4년간의 가차없는 순회공연이 이어졌다. 그는 이전에 그 장소를 수없이 연주했고 1961년에 그곳에서 라이브 음반을 녹음했다. 1974년까지 데이비스는 우울증, 코카인, 성 중독과 뼈관절염, 점액낭염, 겸형 적혈구 빈혈증을 포함한 몇 가지 건강 문제를 다루었다. 그는 또한 록과 펑크 음악에 대한 음악적 탐구 때문에 비평가들과 동시대 사람들 모두의 존경을 잃었다. 카를하인츠 슈토크하우젠의 영향을 받은 데이비스는 개별 노래를 피하고 대신 다른 작곡으로 발전된 확장된 움직임을 녹음하기를 원했다. 그는 트럼펫을 드문드문 연주했고 즉흥적으로 연주할 수 있는 더 많은 자유를 허용하고 거의 리허설을 하지 않았던 그의 밴드의 초점이 덜 되었다. 그래서 그가 입대한 젊은 음악가들은 무대에서 함께 배우고 연주할 수 있는 테스트를 받을 수 있었다.

## 구성
《Dark Magus》는 평균 길이가 25분인 4개의 2부 구성을 특징으로 한다. 이 음반의 음악은 연습되지 않았고 펑크 리듬과 그루브를 중심으로 한 즉흥적인 멜로디를 피했다. 올뮤직의 톰 주렉이 말했듯이 리듬, 색상 및 키는 "데이비스의 변덕에 따라 변화할 것"이다. 트럼펫 연주자는 이전 공연의 키보디스트들을 따돌리고 기타 사운드와 페달 효과를 좋아하는 레지 루카스, 도미니크 가우몬트, 피트 코시의 3명의 기타 라인업을 선호했다. 데이비스는 종종 손 신호로 밴드를 멈추고 전통적인 재즈 브레이크보다 긴 빈 공간을 만들었고, 솔로 연주자들에게 그것들을 과장된 카덴차로 채우도록 격려했다.

## 곡 목록
모든 곡들은 마일스 데이비스에 의해 작곡하였다.

### 1977년 LP
| #  | 제목                  | 재생 시간 |
| -- | --------------------- | --------- |
| 1. | 〈Dark Magus – Moja〉 | 25:24     |

| #  | 제목                  | 재생 시간 |
| -- | --------------------- | --------- |
| 1. | 〈Dark Magus – Wili〉 | 25:08     |

| #  | 제목                  | 재생 시간 |
| -- | --------------------- | --------- |
| 1. | 〈Dark Magus – Tatu〉 | 25:20     |

| #  | 제목                 | 재생 시간 |
| -- | -------------------- | --------- |
| 1. | 〈Dark Magus – Nne〉 | 25:32     |

### 1997년 미국 CD
| #  | 제목              | 재생 시간 |
| -- | ----------------- | --------- |
| 1. | 〈Moja (Part 1)〉 | 12:28     |
| 2. | 〈Moja (Part 2)〉 | 12:40     |
| 3. | 〈Wili (Part 1)〉 | 14:20     |
| 4. | 〈Wili (Part 2)〉 | 10:44     |

| #  | 제목                                  | 재생 시간 |
| -- | ------------------------------------- | --------- |
| 1. | 〈Tatu (Part 1)〉                     | 18:47     |
| 2. | 〈Tatu (Part 2) ('Calypso Frelimo')〉 | 6:29      |
| 3. | 〈Nne (Part 1) ('Ife')〉              | 15:29     |
| 4. | 〈Nne (Part 2)〉                      | 10:11     |